# The Mindy Project
The Mindy Project è una serie televisiva statunitense prodotta dal 2012 al 2017.
La serie, creata e interpretata da Mindy Kaling, è la prima sitcom statunitense ad avere come protagonista una donna di origini sud-asiatiche, e ha debuttato il 25 settembre sulla rete Fox, la quale l'ha trasmessa per tre anni, prima di cancellarla a maggio 2015; in seguito ne è stata ordinata una quarta stagione dal servizio di streaming online Hulu che l'ha trasmessa dal settembre dello stesso anno e poi per altre due stagioni fino al novembre 2017.
In Italia, le prime quattro stagioni sono state trasmesse in prima visione satellitare da Comedy Central dal 13 aprile 2015, mentre le ultime due sono arrivate, dopo anni di assenza, sulla piattaforma Peacock TV nel 2022.

## Episodi
Dopo aver ordinato l'8 ottobre 2012 una stagione di 22 episodi per The Mindy Project, l'emittente Fox il successivo 19 ottobre ordinò la creazione di altri due episodi, portando così l'ordine ad un totale di 24 episodi. Il 4 marzo 2013 la serie è stata rinnovata per una seconda stagione per un totale di 22 episodi conclusi il 6 maggio 2014. Il 7 marzo 2014 The Mindy Project è stata rinnovata per una terza stagione di 15 episodi, portata poi a 21. Il 15 maggio 2015, dopo essere stata cancellata dalla FOX, Hulu decide di ordinare una quarta stagione da 26 episodi.
Il 4 maggio 2016, la serie è stata rinnovata per una quinta stagione, mentre il 29 marzo 2017, viene rinnovata anche per una sesta ed ultima stagione.
| Stagione         | Episodi | Prima TV USA | Prima TV Italia |
| ---------------- | ------- | ------------ | --------------- |
| Prima stagione   | 24      | 2012-2013    | 2015            |
| Seconda stagione | 22      | 2013-2014    | 2015            |
| Terza stagione   | 21      | 2014-2015    | 2015            |
| Quarta stagione  | 26      | 2015-2016    | 2016            |
| Quinta stagione  | 14      | 2016-2017    | 2022            |
| Sesta stagione   | 10      | 2017         | 2022            |

## Personaggi e interpreti

### Principali
- Dr. Mindy Lahiri, interpretata da Mindy Kaling. È una romantica ginecologa che lavora alla Shulman & Associates, che durante il corso della serie intraprende varie relazioni, tra cui anche con i suoi colleghi.
- Dr. Daniel "Danny" Castellano, interpretato da Chris Messina. È il collega di Mindy che lavora alla Shulman & Associates, divorziato di origini italiane, molto cattolico e dal carattere burbero, probabilmente anche per l'abbandono del padre in giovane età, inizialmente non sembra accettare bene Mindy e di dover collaborare con lei, ma presto i due colleghi si accetteranno volentieri, diventando amici.
- Dr. Jeremy Reed, interpretato da Ed Weeks. Collega di Mindy e Danny, anch'esso lavora alla Shulman & Associates, il donnaiolo della situazione, tiene molto all'apparenza e risulta un tipo un po' superficiale, nella prima stagione ha una relazione puramente sessuale con Mindy.
- Betsy Putch, interpretata da Zoe Jarman. Lavora come segretaria nell'ufficio.
- Gwen Grandy, interpretata da Anna Camp. Amica di Mindy.
- Shauna Dicanio, interpretata da Amanda Setton. Ex receptionist nell'ufficio nella prima stagione.
- Morgan Tookers, interpretato da Ike Barinholtz. Ragazzo strano che vive con la nonna, è un ex detenuto, arrestato per furto d'auto, infermiere nell'ufficio e migliore amico di Mindy, si preoccupa sempre per tutti.
- Dr. Marc Shulman, interpretato da Stephen Tobolowsky. Capo degli associati nella prima stagione, però va in pensione all'inizio di questa lasciando lo studio in mano ai dottori Reed, Castellano e Lahiri.
- Beverley Janoszewski, interpretata da Beth Grant. Ex infermiera nell'ufficio, licenziata da Mindy per la poca attenzione in ambito lavorativo, e riassunta da Mindy stessa dopo aver scoperto che era costretta a dormire in auto, il suo nuovo ruolo però è quello di receptionist.
- Dr. Peter Prentice, interpretato da Adam Pally. Ginecologo alla Shulman & Associates. Viene assunto da Jeremy che è in difficoltà mentre Mindy e Danny non ci sono perché a un concerto. Inizialmente non sta molto simpatico agli altri dottori, specialmente a Danny perché lo ritiene poco professionale e odia i nomignoli che affibbia a tutti i colleghi dello studio. Dopo varie divergenze riesce a fare amicizia anche con Mindy, specialmente il giorno del matrimonio dell'ex di Mindy, al quale Peter la accompagna. Poi si sposerà con Lauren in Texas.
- Tamra, interpretata da Xosha Roquemore. Infermiera nell'ufficio, inizialmente assunta per sostituire Morgan, è una donna molto eccentrica e che vuole dare consigli a tutti.

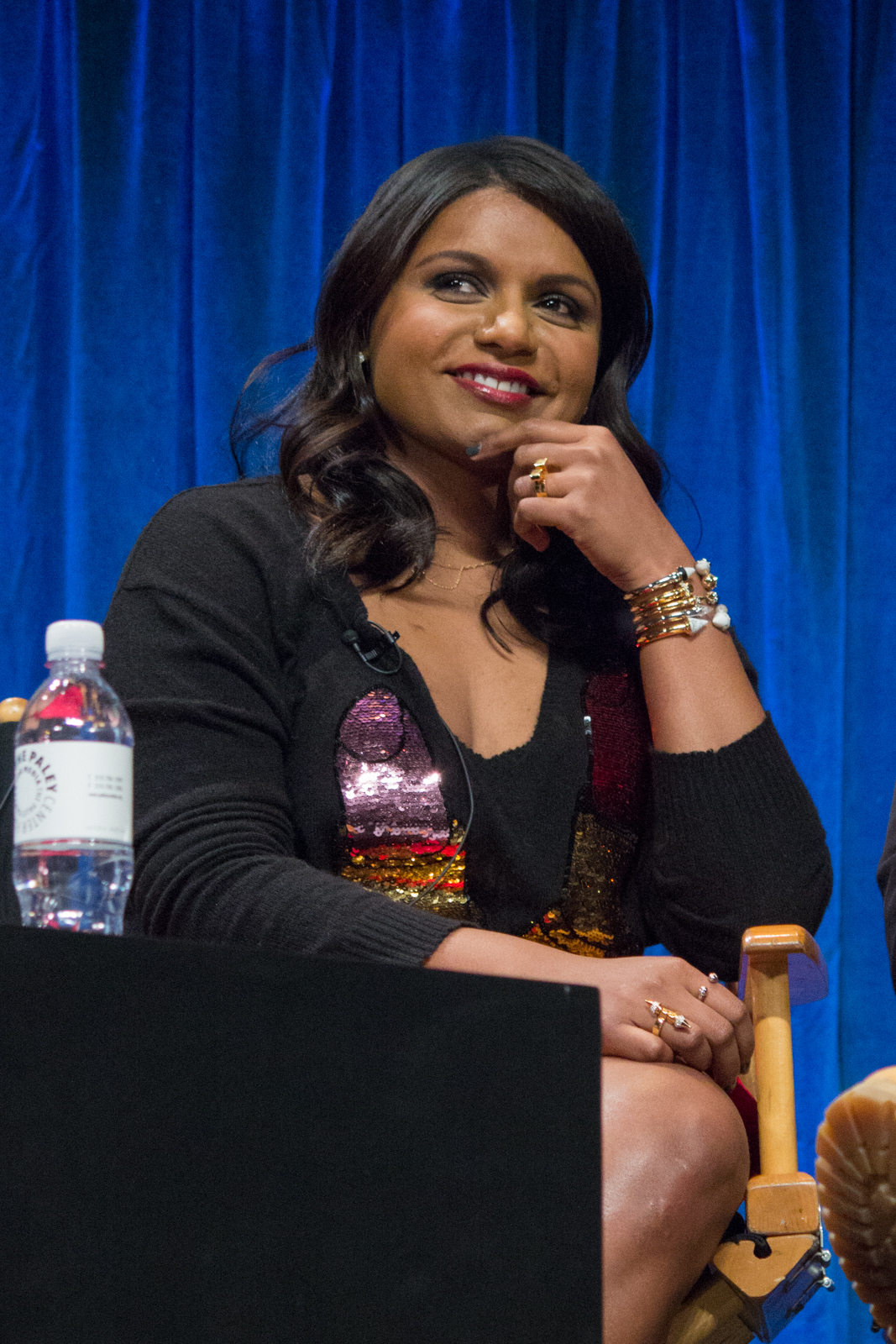
Mindy Kaling interpreta Mindy Lahiri
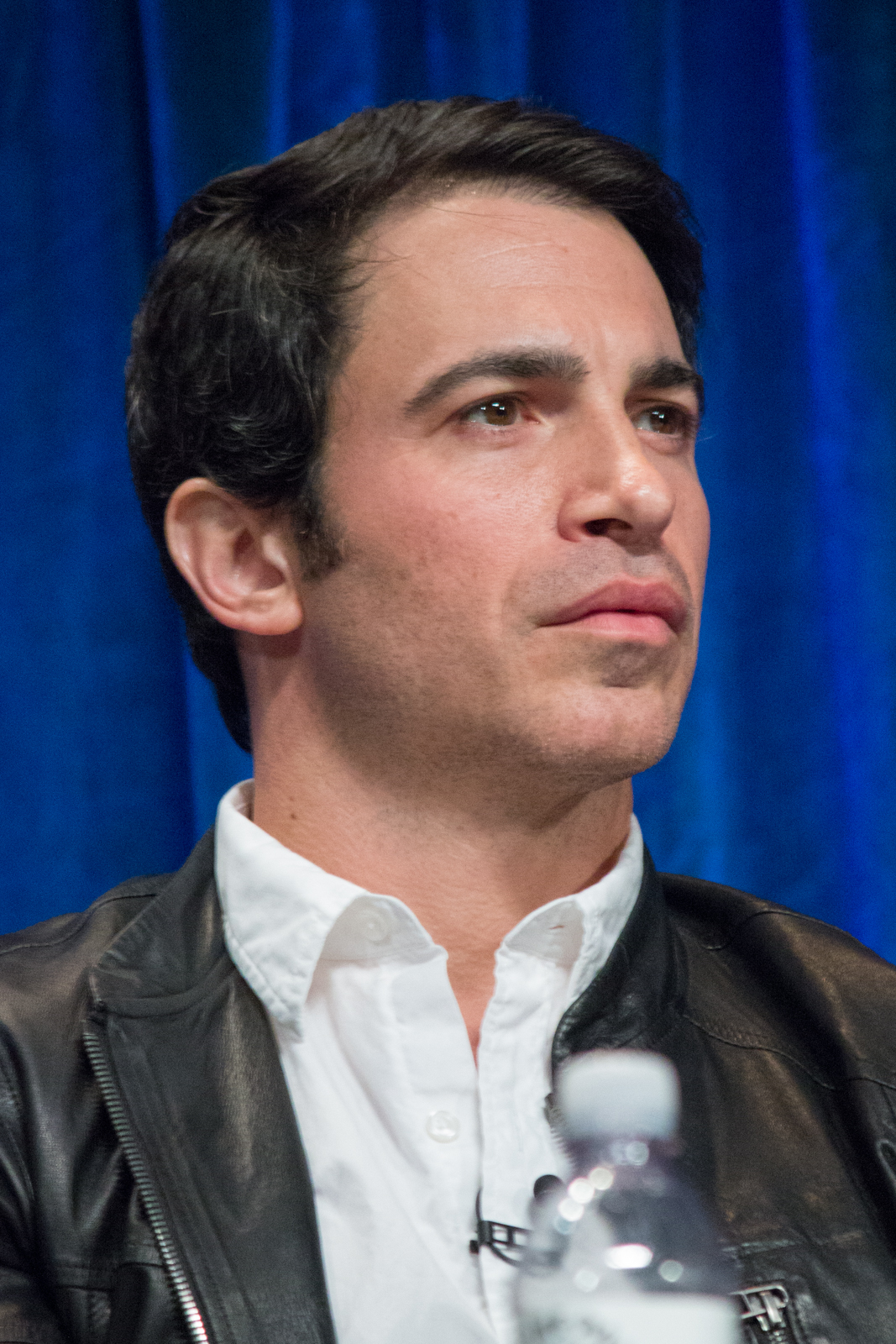
Chris Messina interpreta Danny Castellano
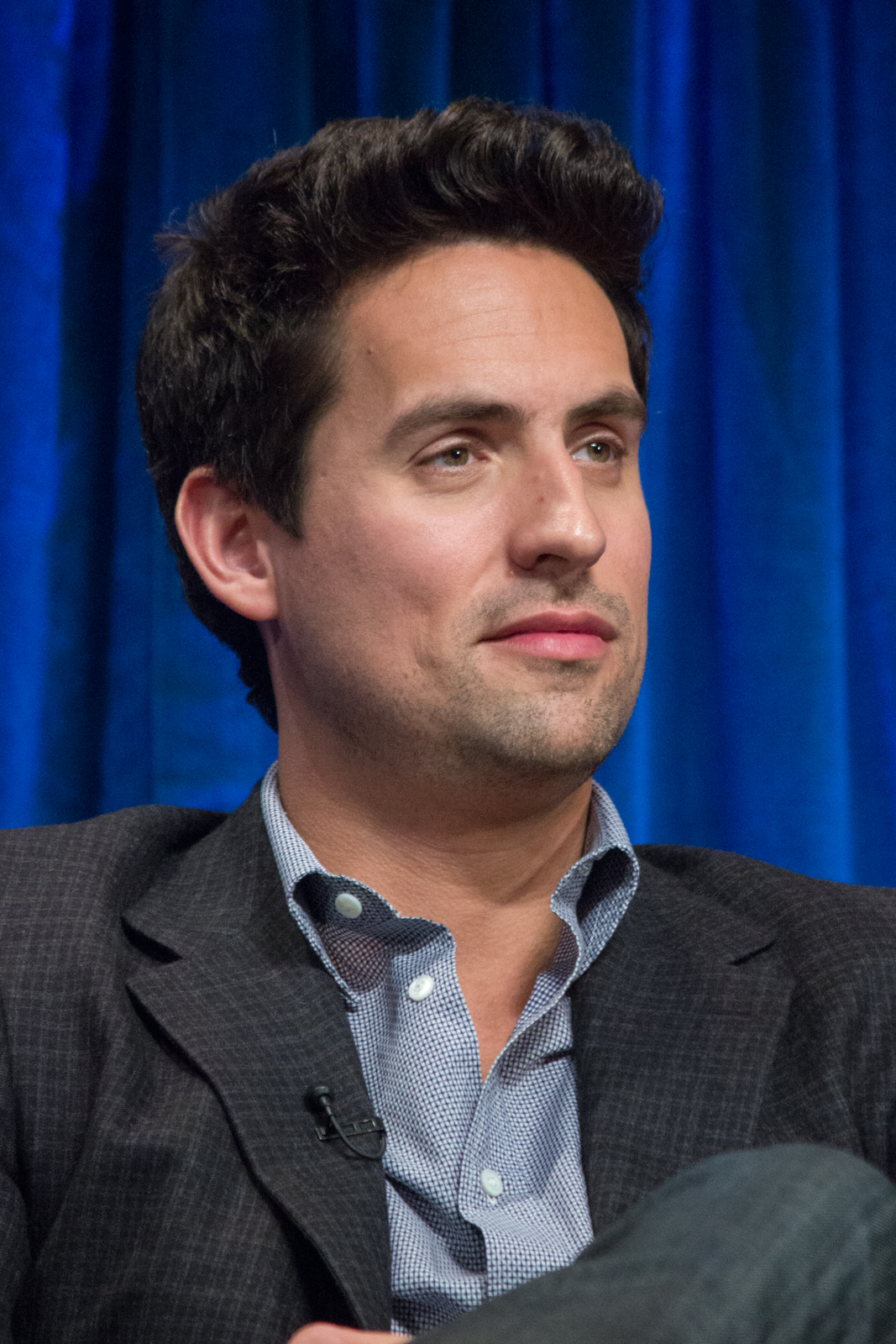
Ed Weeks interpreta Jeremy Reed
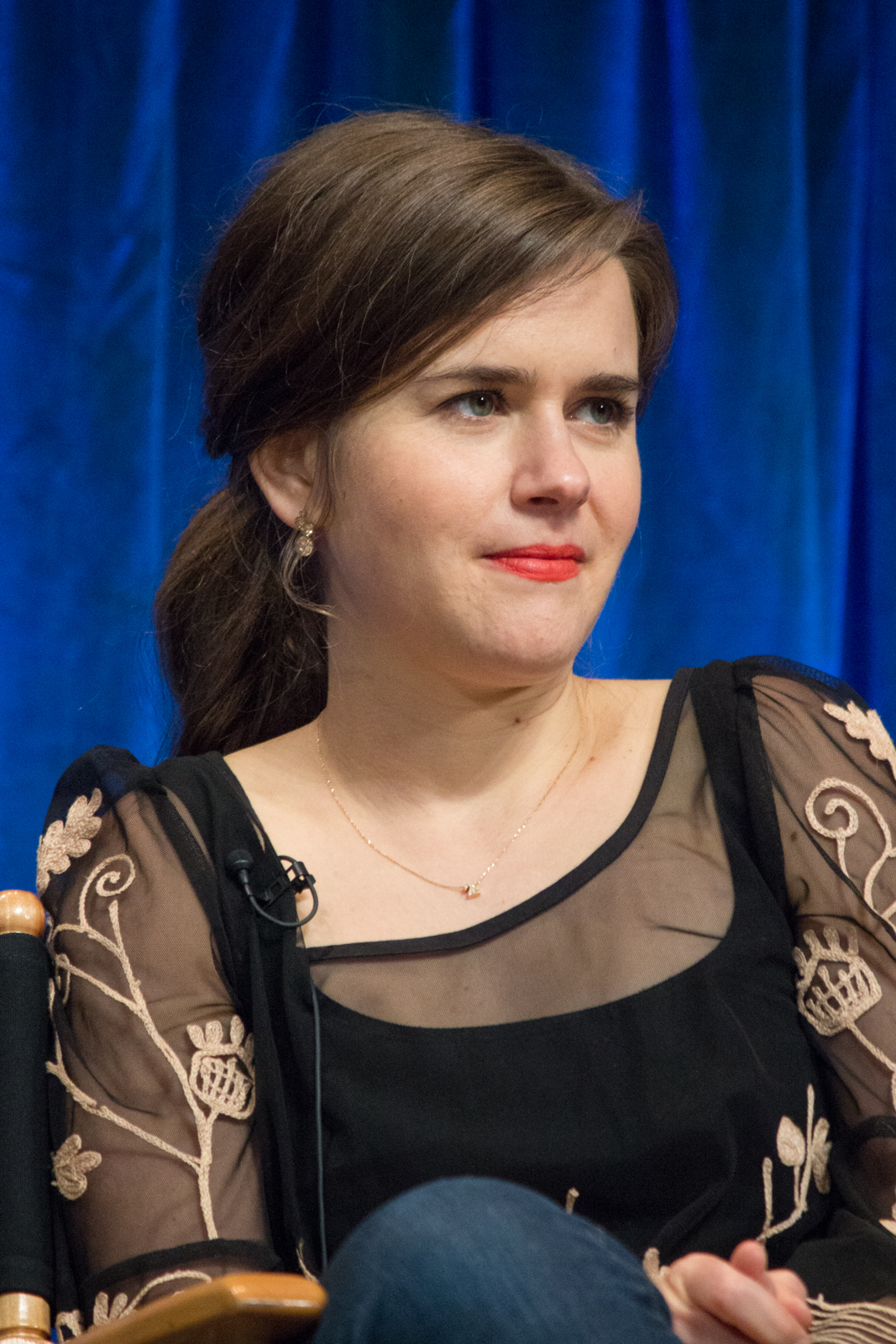
Zoe Jarman interpreta Betsy Putch
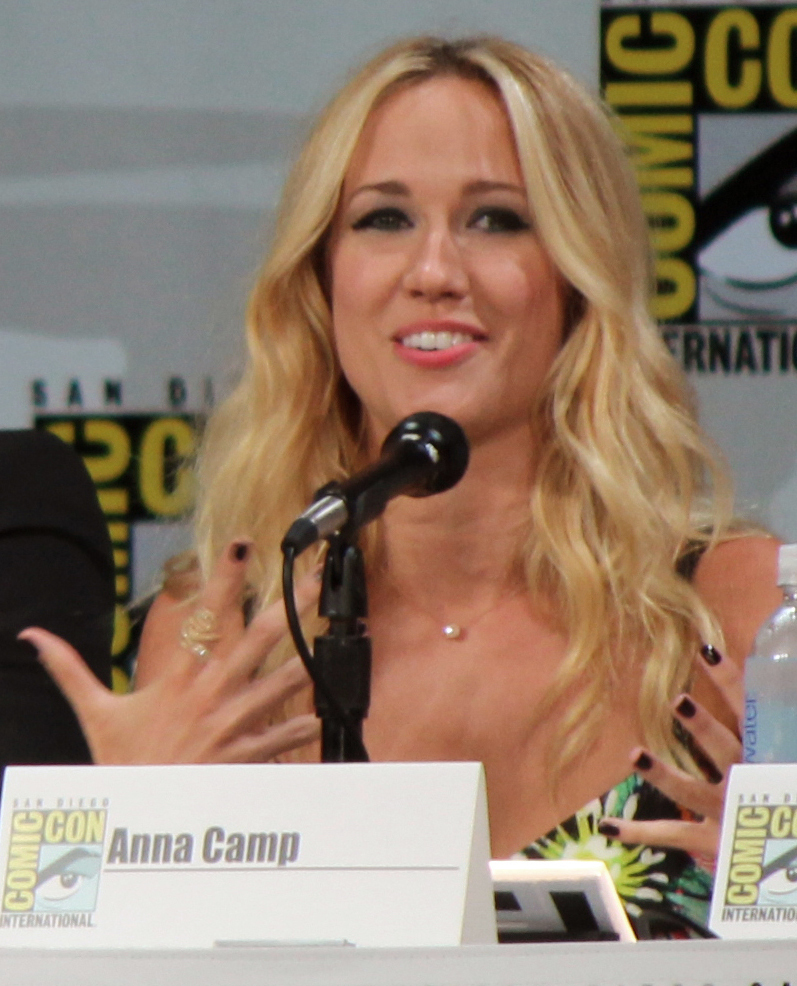
Anna Camp interpreta Gwen Grandy
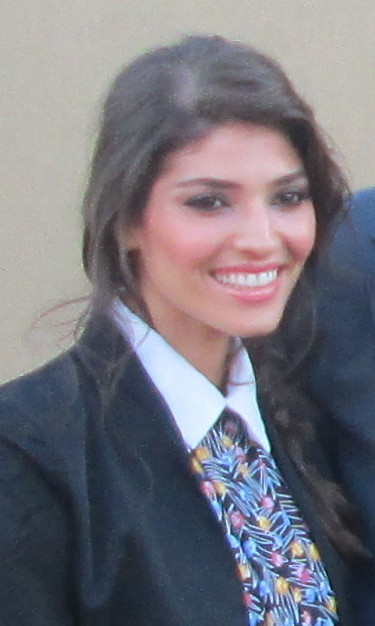
Amanda Setton interpreta Shauna Dicanio
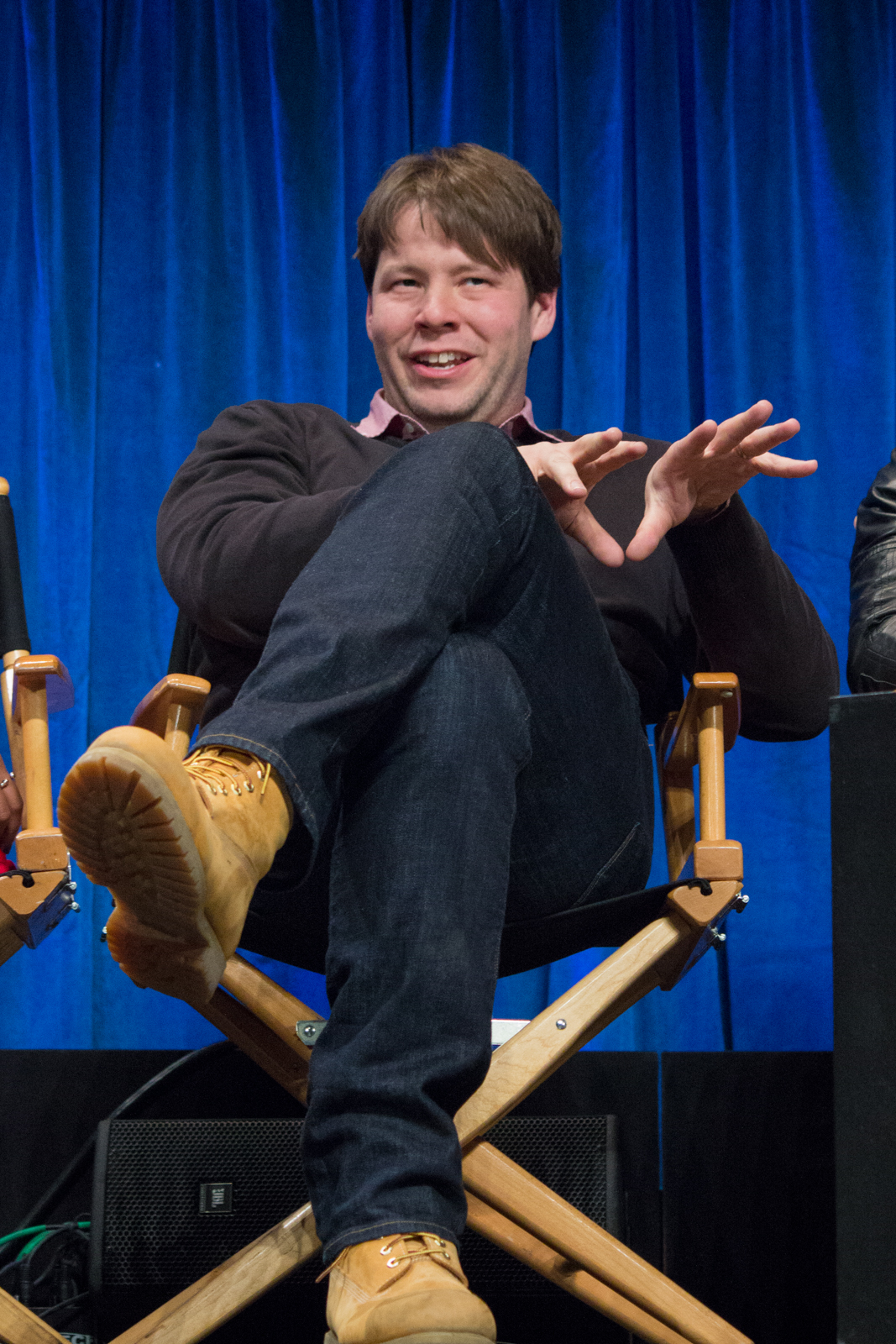
Ike Barinholtz interpreta Morgan Tookers
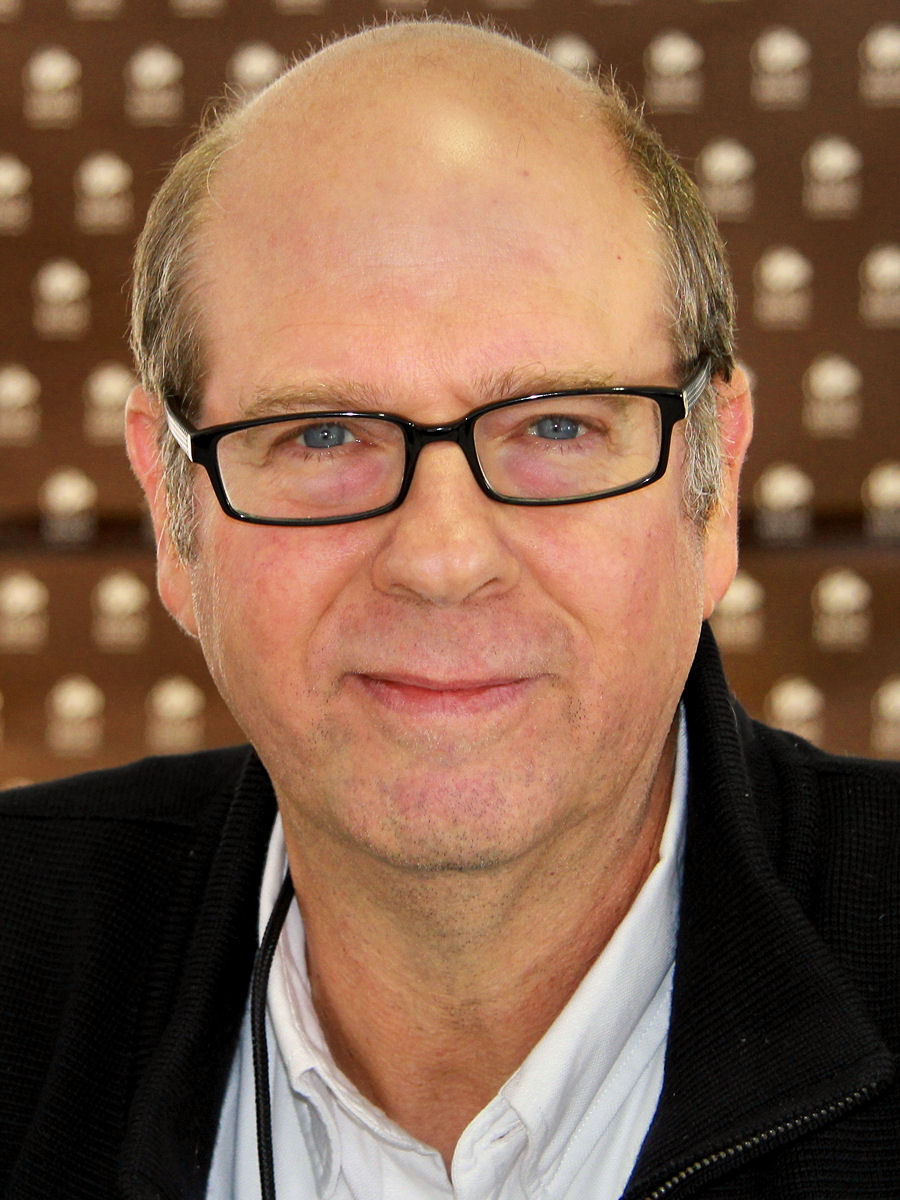
Stephen Tobolowsky interpreta Marc Shulman
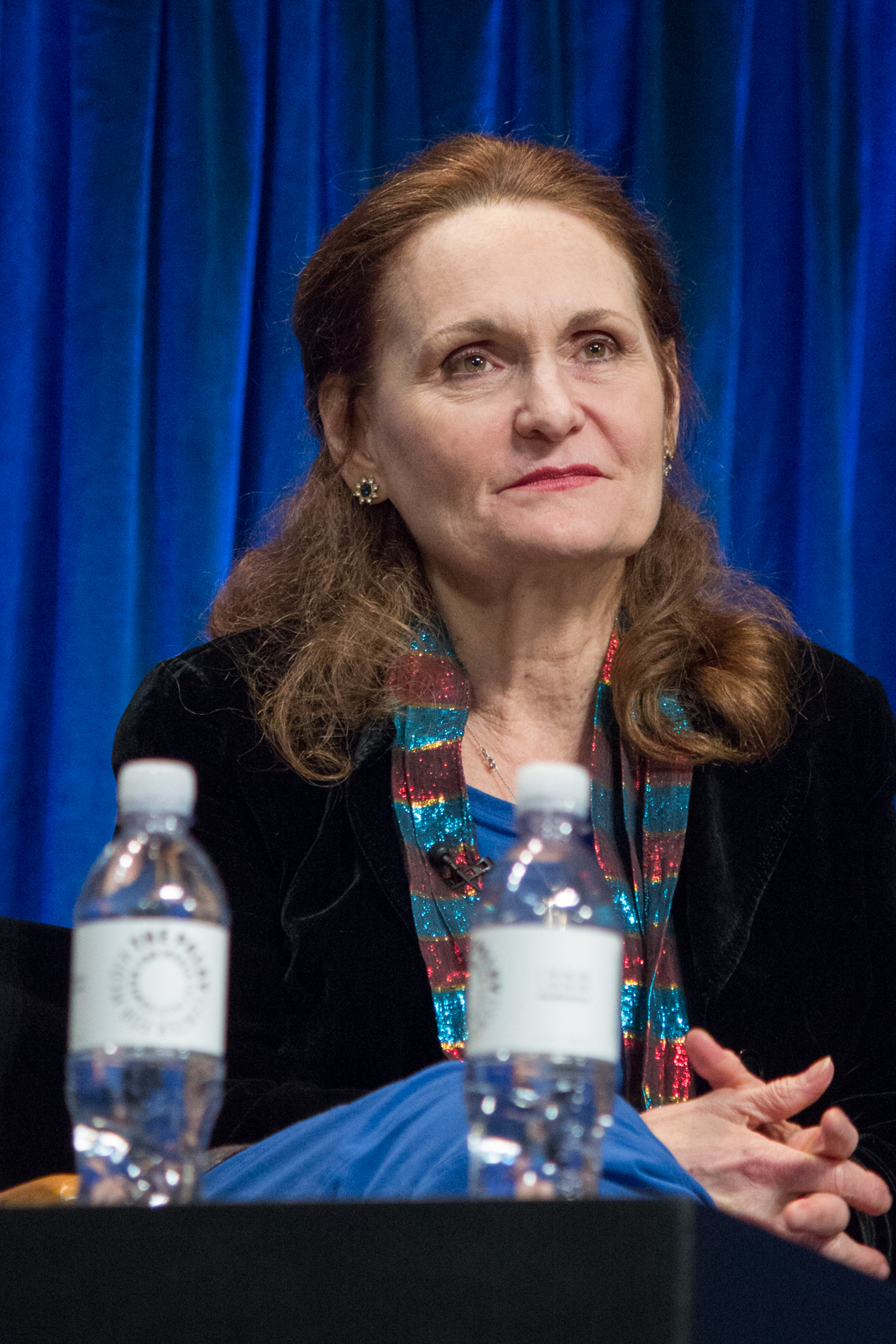
Beth Grant interpreta Beverley Janoszewski
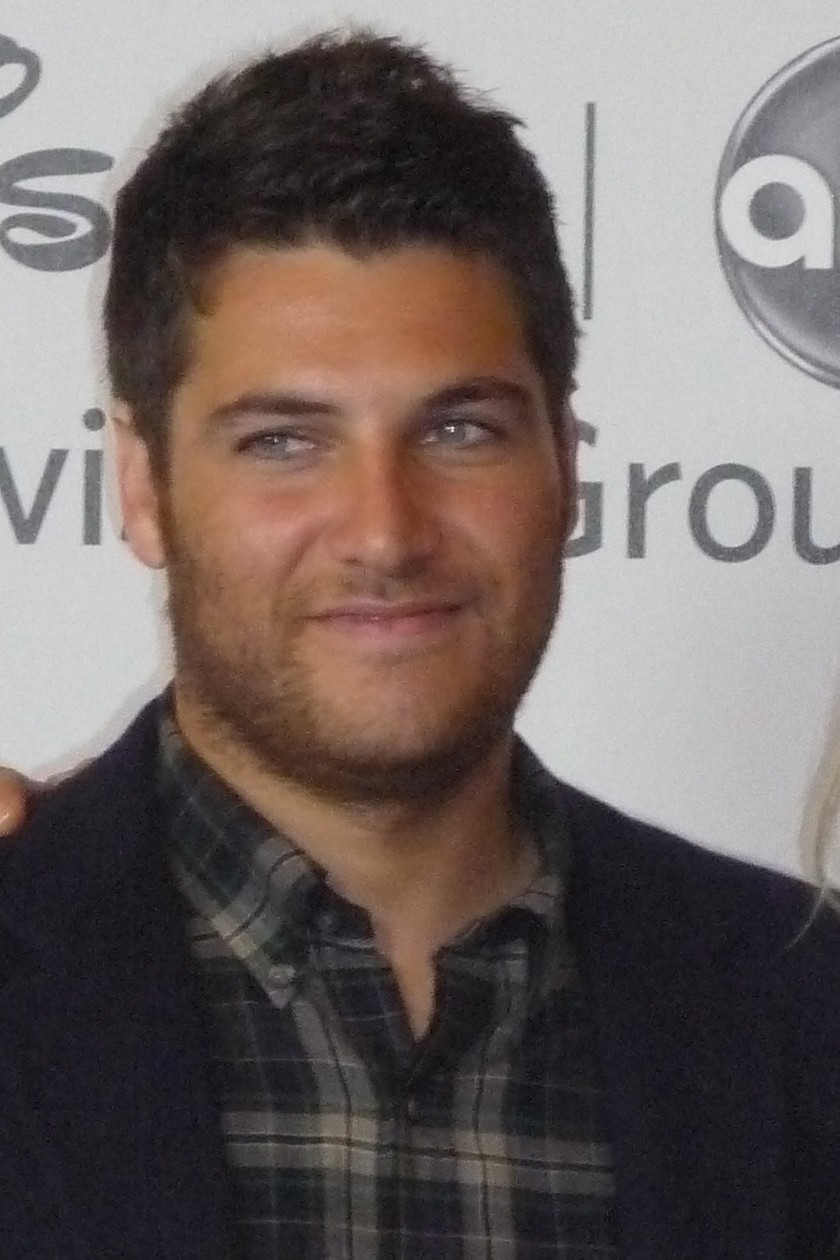
Adam Pally interpreta Peter Prentice

### Secondari
- Brendan Deslaurier, interpretato da Mark Duplass, ostetrico del laboratorio qualche piano sopra alla clinica di Mindy. Lui e il fratello hanno molte divergenze con i dottori della clinica Shulman e associati, tentando varie volte di rubargli i clienti. ha una relazione basata solo sul sesso con Mindy, finché questa non la interrompe quando comincia a provare qualcosa di più.
- Casey Peerson, interpretato da Anders Holm, pastore, ex fidanzato di Mindy, con la quale si trasferisce ad Haiti dove le chiede di sposarlo, lui poi torna in missione lasciando lei a new York, con l'intenzione però di mantenere la relazione fino al suo ritorno a new York e al matrimonio, quando ritorna rivela a tutti di voler lasciare il sacerdozio e di diventare dj.I due poi si lasciano non avendo idee chiare per un futuro insieme.
- Cliff Gilbert, interpretato da Glenn Howerton, avvocato, ex fidanzato di Mindy. I due si conoscono perché lei calpesta e rovina un pacco indirizzato a lui. La loro storia ha alti e bassi, lui la lascia perché è geloso di un suo incontro con Casey, però riscoprendosi innamorato di lei, vuole tornarci insieme, al ritorno dal viaggio lei a Los Angeles.I due si lasciano quando Mindy gli confessa di aver baciato Danny e di provare qualcosa per lui.
- Josh Daniels, interpretato da Tommy Dewey, avvocato sportivo che Mindy conosce in una discoteca e con cui inizia una storia, il giorno della festa di Natale di Mindy si scopre che lui ha un'altra fidanzata, da più tempo di quello da cui sta con Mindy, quindi i due si lasciano. Qualche tempo dopo Mindy scopre che mentre stavano insieme Josh soffriva da dipendenza da cocaina e che si sta facendo disintossicare.
- Duncan Deslaurier, interpretato da Jay Duplass, ostetrico del laboratorio qualche piano sopra alla clinica di Mindy. Lui e il fratello hanno molte divergenze con i dottori della clinica Shulman e associati.
- Parker, interpretato da Mort Burke
- Paul Leotard, ginecologo e sessuologo che prende il posto di Mindy quando lei si trasferisce ad Haiti, lascia lo studio poco dopo il ritorno della ragazza perché ha perso il suo ufficio in una gara di shottini avvenuta la sera prima contro Mindy e perché ha fatto sesso con la ex moglie di Danny.
- Christina interpretata da Chloë Sevigny, è l'ex moglie di Danny, il quale dopo aver scoperto il suo tradimento la lascia. Con l'aiuto (anche se non richiesto) di Morgan ci torna insieme per poi lasciarla nuovamente, non rendendolo lei felice.
- Maggie, interpretata da Mary Grill
- Alex, interpretata da Kelen Coleman, è una delle migliori amiche di Mindy, ha per breve tempo una relazione con Danny finché non scopre che lui è stato sposato e lo lascia.
- Tom McDougall, interpretato da Bill Hader, dentista ex fidanzato di Mindy, che ha conosciuto nell'ascensore dell'ospedale in cui lavorano, con lei doveva sposarsi, finché non ha conosciuto una donna ucraina che ha sposato, matrimonio durante il quale Mindy ha fatto un discorso da ubriaca e che quindi ha rovinato. Poco dopo Mindy scopre che aspetta un figlio dalla moglie ma quest'ultima lo ha tradito con l'ex fidanzato e quindi il figlio non è suo.
- Richie Castellano, interpretato da Max Minghella, è il fratello di Danny che lo ha cresciuto dopo l'abbandono del padre.
- Lauren, interpretata da Tracey Wigfield
- Charlie Lang, interpretato da Tim Daly, è un detective che Mindy conosce perché prescrive la pillola a sua figlia.
- Sally Prentice, interpretata da Joanna García
- Heather, interpretata da Ellie Kemper, è una donna un po' psicopatica che cerca di aggredire Mindy quando scopre che Josh l'ha tradita con Mindy (senza che Mindy sapesse di essere l'amante), successivamente si trasferisce a vivere nello stesso palazzo di Mindy.
- Jamie, interpretato da B.J. Novak, fidanzato di Mindy per breve tempo, finché Mindy non gli fa capire di essere innamorato di quella che lui riteneva la sua migliore amica.
- Ray Ron, interpretato da Josh Peck, è il fidanzato di Tamra.
- Jillian, "la piratessa", interpretata da Allison Williams, è una giovane donna con cui Danny ha una storia e da cui rimane molto colpito, dimenticandola difficilmente.

### Guest star
In The Mindy Project appaiono numerose e celebri guest star, tra cui gli attori Ed Helms, Seth Rogen, James Franco, Joseph Gordon-Levitt, Dan Hedaya, Common, Drea de Matteo, Seth Meyers, Alan Dale, Timothy Olyphant, Jenna Elfman, Anna Gunn, Jenna Dewan, Peter MacNicol, Rob McElhenney, Rhea Perlman, Dan Castellaneta, Max Greenfield, Lee Pace, il musicista Moby, il regista Kevin Smith e gli sportivi Kris Humphries, Clay Matthews, Shawne Merriman, C.J. Wilson, Danny Granger, Amar'e Stoudemire e Baron Davis.